# Tepuihyla talbergae
Az Tepuihyla talbergae a kétéltűek (Amphibia) osztályának békák (Anura) rendjébe és a levelibéka-félék (Hylidae) családjába tartozó faj.

## Előfordulása
A faj Guyana endemikus faja. A fajt eddig csak egyetlen helyen, Guyana Mazaruni-Potaro kerületében a Kaieteur vízesésnél (05° 10' N; 59° 28' W) figyelték meg, bár nem kizárt, hogy máshol is megtalálható.